# Dichotomius acuticornis
Dichotomius acuticornis là một loài bọ cánh cứng trong họ Bọ hung (Scarabaeidae).